# Herb gminy Bystra-Sidzina
Herb gminy Bystra-Sidzina – jeden z symboli gminy Bystra-Sidzina, ustanowiony 28 czerwca 2002.

## Wygląd i symbolika
Herb przedstawia na tarczy koloru błękitnego srebrne ramię zbrojne z tasakiem, a pod nim srebrny dąb z liśćmi. Jest to nawiązanie do pieczęci wsi: Bystra Podhalańska i Sidzina.